# Torreta de Vallflor
Torreta de Vallflor és una antiga torre de guaita del Montmell declarada bé cultural d'interès nacional.

## Descripció
Queden restes d'una petita torre lleugerament trapezoïdal, amb uns murs de gruix entre els 60 i 80 cm. Té una alçada d'uns 5 m, a la banda nord, mentre que al costat del camps només arriba als 3,5 m. A 1,7 m del nivell actual del sòl interior hi ha una volta rebaixada.
L'edifici devia tenir almenys un pis superior. Sembla ser una petita guàrdia construïda en un moment tardà, cap al segle xiii.
Aquesta torre es troba dins la propietat de la masia de Vallflor, a la carretera que va de Sant Jaume dels Domenys i Aiguaviva a Can Ferrer, camí de Sant Marc.

## Història
Aquesta torre de guaita, de ben segur relacionada amb la propera casa de Vallflor, feia de talaia sobre els camps de la vall de Sant Marc. En les ordinacions del Montmell de l'any 1341 consta un tal Berenguer de Vallflor, del que se sap que tenia oliveres a la Cogullada.